# Stazione di Bortigali
Stazione di Bortigali vasútállomás Olaszországban, Szardínia régióban, Bortigali településen.

## Vasútvonalak
Az állomást az alábbi vasútvonalak érintik:
- Macomer-Nuoro-vasútvonal

## Kapcsolódó állomások
A vasútállomáshoz az alábbi állomások vannak a legközelebb: 
- Stazione di Silanus
- Stazione di Birori (ARST)

## Lásd még
- Szardínia vasútállomásainak listája